# Giải thưởng âm nhạc Seoul
Giải thưởng âm nhạc Seoul (tiếng Anh: Seoul Music Awards) là một giải thưởng được thành lập từ năm 1990 và được trao hàng năm bởi Sports Seoul cho những thành tựu đặc biệt trong ngành công nghiệp âm nhạc Hàn Quốc. Người chiến thắng là nghệ sĩ đã phát hành album trong năm đó, cùng với 20% bình chọn thông qua di động, 10% trong cuộc khảo sát ý kiến của Sports Seoul, 40% lượt tải đĩa nhạc kĩ thuật số và album bán ra và 30% số điểm của giám khảo.

## Giới thiệu sơ lược
Seoul Music Awards là một trong 4 giải thưởng lớn nhất được trao hàng năm trong ngành Công nghiệp âm nhạc Hàn Quốc cùng với Melon Music Awards, Mnet Asian Music Awards và Golden Disk Awards. Nó luôn là giải thưởng diễn ra muộn nhất trong số 4 giải thường này. Cho đến nay, nghệ sĩ giành được nhiều giải nhất tại Seoul Music Awards là Girls' Generation, theo sau đó là các nhóm nhạc hàng đầu khác của làn sóng Hàn Quốc Hallyu là BTS, Super Junior, Big Bang.
Biểu tượng của Seoul Music Awards là hình một "Người phụ nữ ôm khóa khóa Sol". Khóa Sol đó đại diện cho âm nhạc và cũng coi như là chữ S theo như viết tắt chữ cái đầu của "Seoul".

## Người dẫn chương trình
| Lần thứ | Năm  | Ngày trao giải      | Dẫn chương trình                            |  |
| ------- | ---- | ------------------- | ------------------------------------------- |  |
| 16th    | 2006 | 1 tháng 12 năm 2006 | ...                                         |  |
| 17      | 2007 | 31 tháng 1 năm 2008 | ...                                         |  |
| 18      | 2008 | 12 tháng 2 năm 2009 | Park Jung Ah, Shin Young Il, Jang Yoon Jung |  |
| 19      | 2009 | 3 tháng 2 năm 2010  | T-ARA's Jiyeon.                             |  |
| 20      | 2010 | 20 tháng 1 năm 2011 | T-ARA's Eunjung.                            |  |
| 21      | 2011 | 19 tháng 1 năm 2012 | T-ARA's Soyeon.                             |  |
| 23      | 2013 | 23 tháng 1,2014     | T-ARA's Boram                               |  |
| 25      | 2015 | 14 tháng 1 năm 2016 | T-ARA's Hyomin                              |  |

## Các hạng mục
Hiện tại có 8 giải thưởng được trao không phân biệt thể loại nào, và 3 giải được trao cho các thể loại đặc biệt là Trot, Hip hop, R&B.
- Daesang (Grand Prize) là giải thưởng được trao cho nghệ sĩ xuất sắc nhất trong số 10 nghệ sĩ dẫn đầu, xét theo album sales, digital sales, điểm vote trực tuyến và sự đánh giá cuối cùng từ phía ban giám khảo.
- Bonsang (Main Awards) được trao cho top 10 nghệ sĩ dẫn đầu, dựa trên album sales, digital sales, điểm vote trực tuyến và sự đánh giá cuối cùng từ phía ban giám khảo.
- Best Digital Award được trao cho nghệ sĩ có bài hát nhạc số xuất sắc nhất.
- Newbie Awards of the Year được trao cho nghệ sĩ mới xuất sắc nhất.
- Performance of the Year được trao cho nghệ sĩ có màn diễn live tuyệt nhất của năm.
- Record of the Year được trao cho nghệ sĩ có bài hát xuất sắc nhất trong những album xuất sắc nhất.
- Best Album of the Year được trao cho album thành công nhất của năm.
- OST Awards được trao cho nghệ sĩ có bài hát nhạc phim xuất sắc nhất trong năm.
- Trot Record of the Year được trao cho album nhạc Trot của năm.
- Hip Hop Record of the Year được trao cho album nhạc Hip Hop của năm.
- R&B Record of the Year được trao cho nghệ sĩ R&B của năm.
- Popularity Awards, High One Awards được trao cho nghệ sĩ giành được nhiều sự quan tâm nhất của năm.
- Hallyu Special Award được trao cho nghệ sĩ giành được nhiều sự quan tâm nhất của năm trên phạm vi quốc tế, người đi đầu của Làn sóng Hàn Quốc.

Ngoài ra còn một số giải không được trao thường xuyên khác là Special Contribution Awards được trao cho những thành tích âm nhạc đặc biệt của năm, Lyricist of the Year được trao cho nhạc sĩ viết lời bài hát xuất sắc nhất trong năm, Producer Awards, YTN Star Award.

## Những người chiến thắng

### Giải Daesang (Giải danh giá)
| Lần | Năm  | Người chiến thắng            |
| --- | ---- | ---------------------------- |
| 31  | 2022 | NCT 127                      |
| 30  | 2020 | BTS                          |
| 29  | 2019 | BTS (Album) / Taeyeon (Song) |
| 28  | 2018 | BTS                          |
| 27  | 2017 | BTS                          |
| 26  | 2016 | EXO                          |
| 25  | 2015 | EXO                          |
| 24  | 2014 | EXO                          |
| 23  | 2013 | EXO                          |
| 22  | 2012 | PSY                          |
| 21  | 2011 | Super Junior                 |
| 20  | 2010 | Girls' Generation            |
| 19  | 2009 | Girls' Generation            |
| 18  | 2008 | Wonder Girls                 |
| 17  | 2007 | Big Bang                     |
| 16  | 2006 | TVXQ                         |
| 15  | 2004 | Shinhwa                      |
| 14  | 2003 | Lee Hyori                    |
| 13  | 2002 | BoA                          |
| 12  | 2001 | Kim Gun Mo                   |
| 11  | 2000 | Jo Sungmo                    |
| 10  | 1999 | Jo Sungmo /Fin.K.L           |
| 9   | 1998 | H.O.T./Sechs Kies            |
| 8   | 1997 | H.O.T.                       |
| 7   | 1996 | Clon                         |
| 6   | 1995 | Roo'ra                       |
| 5   | 1994 | Kim Gun Mo                   |
| 4   | 1993 | Seo Taiji & Boys             |
| 3   | 1992 | Seo Taiji & Boys             |
| 2   | 1991 | Tae Jin Ah                   |
| 1   | 1990 | Byeon Jin-Seob               |

### Giải Bonsang
| Lần  | Năm  | Người chiến thắng | Người chiến thắng | Người chiến thắng | Người chiến thắng | Người chiến thắng | Người chiến thắng | Người chiến thắng  | Người chiến thắng     | Người chiến thắng  | Người chiến thắng | Người chiến thắng | Người chiến thắng |       |
| ---- | ---- | ----------------- | ----------------- | ----------------- | ----------------- | ----------------- | ----------------- | ------------------ | --------------------- | ------------------ | ----------------- | ----------------- | ----------------- | ----- |
| 31st | 2021 | Oh My Girl        | BTS               | NCT 127           | The Boyz          | Enhypen           | Kang Daniel       | Lim Young-woong    | IU                    | Seventeen          | Aespa             | Ateez             | Brave Girls       | Heize |
| 30th | 2020 | Oh My Girl        | BTS               | NCT 127           | Stray Kids        | Monsta X          | Kang Daniel       | NU'EST             | TXT                   | Seventeen          | Twice             | Ateez             | Iz*One            |       |
| 29th | 2019 | Red Velvet        | BTS               | NCT Dream         | EXO               | Monsta X          | Paul Kim          | NU'EST             | Taeyeon               | Chungha            | Twice             | Super Junior      | Mamamoo           |       |
| 28th | 2018 | Red Velvet        | BTS               | NCT 127           | EXO               | Monsta X          | Wanna One         | NU'EST W           | Momoland              | Seventeen          | Twice             | iKon              | Mamamoo           |       |
| 27th | 2017 | Red Velvet        | BTS               | Got7              | EXO               | BtoB              | Wanna One         | NU'EST W           | Blackpink             | Seventeen          | Twice             | Super Junior      | Bolbbalgan4       |       |
| 26th | 2016 | Red Velvet        | BTS               | Got7              | EXO               | VIXX              | Zico              | GFriend            | Taeyeon               | Seventeen          | Twice             | Sechs Kies        | Mamamoo           |       |
| 25th | 2015 | Red Velvet        | BTS               | Taeyeon           | EXO               | VIXX              | Shinee            | EXID               | Zion.T                | Sistar             | Yoon Mi-rae       | Big Bang          | Apink             |       |
| 24th | 2014 | Super Junior      | BTS               | B1A4              | EXO               | VIXX              | Girl's Day        | Infinite           | Girls' Generation-TTS | Sistar             | Beast             | AOA               | Apink             |       |
| 23rd | 2013 | B.A.P             | Cho Yong-pil      | B1A4              | EXO               | VIXX              | Shinee            | Infinite           | Girls' Generation     | Sistar             | Beast             | 4Minute           | Apink             |       |
| 22nd | 2012 | Super Junior      | Big Bang          | Secret            | 2NE1              | Huh Gak           | SHINee            | miss A             | Psy                   | Sistar             | Epik High         | Lee Seung-gi      | f(x)              |       |
| 21st | 2011 | Super Junior      | FT Island         | Secret            | 4Minute           | IU                | Kara              | miss A             | Girls' Generation     | Sistar             | Beast             | Lee Seung-gi      | T-ara             |       |
| 20th | 2010 | 2AM               | FT Island         | Secret            | 4Minute           | IU                | Shinee            | miss A             | Girls' Generation     | Son Dam-bi         | Beast             |                   | —                 |       |
| 19th | 2009 | Super Junior      | 2PM               | Brown Eyed Girls  | Davichi           | Kara              | Shinee            | Baek Ji-young      | Girls' Generation     | Son Dam-bi         | Kim Tae-woo       | —                 | —                 |       |
| 18th | 2008 | Kim Jong-kook     | Big Bang          | Brown Eyed Girls  | Wonder Girls      | Jang Yun-jeong    | SG Wannabe        | Baek Ji-young      | SS501                 | Son Dam-bi         | TVXQ              | —                 | —                 |       |
| 17th | 2007 | Super Junior      | BIG BANG          | Epik High         | Eru               | Jang Yun-jeong    | SG Wannabe        | Baek Ji-young      | SeeYa                 | MC the Max         | V.O.S             | —                 | —                 |       |
| 16th | 2006 | Shin Seung-hun    | Son Hoyoung       | MC Mong           | Park Jung-ah      | Jang Yun-jeong    | SG Wannabe        | Baek Ji-young      | Turtles               | Vibe               | TVXQ              | —                 | —                 |       |
| 15th | 2004 | Cho PD            | Lee Seung-chul    | Lee Soo-young     | Koyote            | Kim Jong-kook     | Shin Seung-hun    | Rain               | Park Hyo-shin         | Shinhwa            | TVXQ              | —                 | —                 |       |
| 14th | 2003 | Baby V.O.X        | Fly to the Sky    | Jewelry           | Koyote            | Lee Hyori         | Rain              | Shinhwa            | Wax                   | Wheesung           | Yoon Do Hyun Band | —                 | —                 |       |
| 13th | 2002 | BoA               | Cool              | Koyote            | Jang Na-ra        | Lee Soo-young     | Park Hyo-shin     | Shinhwa            | Sung Si-kyung         | Yoon Do Hyun Band  | Wax               | —                 | —                 |       |
| 12th | 2001 | g.o.d             | Fin.K.L           | Kangta            | Uhm Jung-hwa      | Lee Jung-hyun     | Im Chang-jung     | Park Ji-yoon       | Shin Seung-hun        | Steve Seungjun Yoo | Kim Gun-mo        | Tae Jin-ah        | Wax               |       |
| 11th | 2000 | g.o.d             | Fin.K.L           | Jo Sungmo         | Uhm Jung-hwa      | Shin Seung-hun    | Park Ji-yoon      | Steve Seungjun Yoo | Lee Jung-hyun         | Im Chang-jung      | Tae Jin-ah        | —                 | —                 |       |
| 10th | 1999 | H.O.T             | Sechs Kies        | Fin.K.L           | Jo Sungmo         | Uhm Jung-hwa      | Song Dae-kwan     | Kim Gun-mo         | Clon                  | Im Chang-jung      | Baby V.O.X        | Country Kko Kko   | —                 |       |
| 9th  | 1998 | H.O.T             | Sechs Kies        | S.E.S.            | Fin.K.L           | Kim Kyung-ho      | Uhm Jung-hwa      | Song Dae-kwan      | Kim Gun-mo            | Turbo              | Kim Jong-hwan     | —                 | —                 |       |
| 8th  | 1997 | H.O.T             | Sechs Kies        | UP                | DJ Doc            | Uhm Jung-hwa      | Im Chang-jung     | Kim Kyung-ho       | Park Jin-young        | Turbo              | Jinusean          | —                 | —                 |       |

### Album kĩ thuật số xuất sắc nhất
| Lần thứ | Năm  | Người chiến thắng            | Bài hát chủ đề | Album                     | Ghi chú            |
| ------- | ---- | ---------------------------- | -------------- | ------------------------- | ------------------ |
| 23st    | 2013 | EXO                          | "Growl"        | EXO                       | 1st Album          |
| 21st    | 2011 | T-ara                        | "Roly Poly"    | John Travolta Wannabe     | 2nd Mini Album     |
| 20th    | 2010 | IU (아이유)                  | "Good Day"     | REAL                      | The 1st Album      |
| 19th    | 2009 | Girls' Generation (소녀시대) | "Gee"          | Gee                       | The 1st Mini Album |
| 18th    | 2008 | Wonder Girls (원더걸스)      | "Nobody"       | The Wonder Years: Trilogy | The 3rd Mini Album |
| 17th    | 2007 | Big Bang (빅뱅)              | "Haru Haru"    | Stand Up                  | The 3rd Mini Album |

### Newcomer Award
| Lần thứ | Năm  | Người chiến thắng |                   |               |
| 25st    | 2015 | iKON              | GFRIEND           | SEVENTEEN     |
| ------- | ---- | ----------------- | ----------------- | ------------- |
| 21st    | 2012 | A Pink            | Boyfriend         | B1A4          |
| 20th    | 2011 | The Boss          | Sistar            | C.N. Blue     |
| 19th    | 2010 | BEAST             | T-ara             | After School  |
| 18th    | 2009 | Davichi           | Mighty Mouth      | SHINee        |
| 17th    | 2008 | FT Island         | Girls' Generation | Wonder Girls  |
| 16th    | 2006 | SS501             | Big Bang          | Super Junior  |
| 15th    | 2004 | TVXQ              | Lee Seung Gi      | SG Wannabe    |
| 14th    | 2003 | Maya              | Se7en             | Big Mama      |
| 13th    | 2002 | Rizi              | Bi/Rain           | Wheesung      |
| 12th    | 2001 | Brown Eyes        | Sung Si Kyung     | Jadu          |
| 10th    | 1999 | Lee Jung Hyun     | Koyote            | S♯arp         |
| 9th     | 1998 | NRG               | Jo Sungmo         | Kim Hyun Jung |
| 8th     | 1997 | Lee Ji-hoon       | YangPa            | -             |

### Best Album of the Year
| Lần thứ | Năm  | Người chiến thắng             | Bài hát chủ đề      | Album                            | Ghi chú            |
| 26th    | 2016 | BTS                           | Blood Sweat & Tears | WINGS                            | The 2nd Full Album |
| 25st    | 2015 | T-ARA                         | So crazy            | A                                | Seri So Good       |
| ------- | ---- | ----------------------------- | ------------------- | -------------------------------- | ------------------ |
| 21st    | 2012 | IU (아이유)                   | "You & I"           | Last Fantasy                     | The 2nd Album      |
| 20th    | 2011 | PSY (박재상)                  | "Right Now"         | Psy Five                         | The 5th Album      |
| 19th    | 2010 | Drunken Tiger (드렁큰 타이거) | "Feel gHood Muzik"  | Feel gHood Muzik: The 8th Wonder | The 8th Album      |
| 18th    | 2009 | Big Bang (빅뱅)               | "Sunset Glow"       | Remember                         | The 2nd Album      |
| 17th    | 2008 | Epik High (에픽하이)          | "Fan"               | Remapping the Human Soul         | The 4th Album      |

### Best Performance Award
| Lần thứ | Năm  | Nghệ sĩ       |
| ------- | ---- | ------------- |
| 26th    | 2016 | BTS           |
| 20th    | 2011 | Bobby Kim     |
| 19th    | 2010 | PSY           |
| 18th    | 2009 | Kim Jang Hoon |

### OST Award
| Lần # | Năm  | Người chiến thắng       |
| ----- | ---- | ----------------------- |
| 29    | 2020 | Taeyeon                 |
| 25    | 2015 | Jang Jae In             |
| 23    | 2013 | The One                 |
| 22    | 2012 | Lee Jong-hyun           |
| 21    | 2011 | Baek Ji-young           |
| 16    | 2006 | Sweet Sorrow            |
| 15    | 2004 | SBS Lovers in Paris OST |
| 14    | 2003 | SBS Punch OST           |
| 13    | 2002 | Kang Seong              |
| 12    | 2001 | Kim Tae-jeong           |

### Các thể loại âm nhạc riêng

#### Best Trot Award
| Lần thứ | Năm  | Nghệ sĩ                        |
| ------- | ---- | ------------------------------ |
| 25TH    | 2015 | Hong Jin Young                 |
| 20th    | 2011 | Jang Yoon Jung                 |
| 19th    | 2010 | Park Hyun Bin - Park Sang Chul |
| 18th    | 2009 | Park Hyun Bin                  |
| 17th    | 2008 | Park Hyun Bin                  |
| 16th    | 2006 | Park Hyun Bin                  |

### R&B/Ballad Award
| Lần # | Năm  | Người chiến thắng |
| ----- | ---- | ----------------- |
| 25    | 2015 | BTOB              |
| 23    | 2013 | K.Will            |
| 22    | 2012 | K.Will            |
| 21    | 2011 | 4MEN              |
| 20    | 2010 | 2AM               |
| 19    | 2009 | Bobby Kim         |

### Hip-Hop/Rap Award
| Lần # | Năm  | Người chiến thắng |
| ----- | ---- | ----------------- |
| 25    | 2015 | SanE              |
| 23    | 2013 | Dynamic Duo       |
| 22    | 2012 | Double K          |
| 21    | 2011 | Clover            |
| 20    | 2010 | Supreme Team      |
| 19    | 2009 | Drunken Tiger     |
| 15    | 2004 | Bobby Kim         |
| 14    | 2003 | Cho Yong-pil      |
| 13    | 2002 | YG Family         |
| 12    | 2001 | Drunken Tiger     |

### Giải về mức độ yêu thích

#### Special Hallyu Award
| Lần thứ | Năm  | Nghệ sĩ                  |
| ------- | ---- | ------------------------ |
| 27      | 2017 | EXO                      |
| 26      | 2016 | ASTRO                    |
| 25      | 2015 | EXO                      |
| 24      | 2014 | Infinite                 |
| 23      | 2013 | SHINee                   |
| 22      | 2012 | Super Junior             |
| 21      | 2012 | KARA                     |
| 20      | 2011 | Girls' Generation        |
| 19      | 2010 | Super Junior             |
| 18      | 2009 | SS501                    |
| 17      | 2008 | Paran                    |
| 16      | 2007 | Kangta & Vanness         |
| 15      | 2004 | Park Yong-ha Baby V.O.X. |
| 14      | 2003 | S                        |
| 13      | 2002 | Baby V.O.X.              |
| 12      | 2001 | Kim Hyun-jung            |

## High1/Mobile Popularity Award
| Lần # | Năm  | Người chiến thắng | Người chiến thắng | Người chiến thắng |
| ----- | ---- | ----------------- | ----------------- | ----------------- |
| 23    | 2013 | SHINee            | B1A4              | -                 |
| 22    | 2012 | Lee Seung Gi      | SHINee            | -                 |
| 21    | 2011 | Lee Seung Gi      | Girls' Generation | -                 |
| 20    | 2010 | Girls' Generation | SHINee            | -                 |
| 19    | 2009 | 2PM               | Super Junior      | -                 |
| 18    | 2008 | Big Bang          | TVXQ              | -                 |
| 17    | 2007 | Super Junior      | -                 | -                 |
| 16    | 2006 | TVXQ              | Super Junior      | -                 |
| 15    | 2004 | Shinhwa           | TVXQ              | -                 |
| 12    | 2001 | Click-B           | -                 | -                 |
| 11    | 2000 | Baby V.O.X.       | SKY               | Click-B           |

#### Mobile Popularity Awards
| Lần thứ | Năm  | Nghệ sĩ            |
| ------- | ---- | ------------------ |
| 17th    | 2009 | Super Junior       |
| 16th    | 2008 | TVXQ, Super Junior |

### Những giải thưởng khác
| Lần thứ | Năm  | Tên giải               | Người nhận                 |
| ------- | ---- | ---------------------- | -------------------------- |
| 27th    | 2017 | Fandom School Award    | EXO                        |
| 26th    | 2016 | Best Music Video       | BTS                        |
| 26th    | 2016 | Fandom School Award    | EXO                        |
| 24th    | 2014 | iQiyi Popularity Award | EXO                        |
| 16th    | 2006 | Producer of the Year   | Kim Kwang-Su, Hong Ik-Seon |
| 16th    | 2006 | Lyricist of the Year   | Jo Young-Su                |
| 18th    | 2009 | YTN Star Award         | Baek Ji-Young              |

## Những người chiến thắng nhiều nhất
Những nghệ sĩ/nhóm nhạc chiến thắng nhiều lần nhất tại Seoul Music Awards là [[EXO 4 lần liên tiếp
Nghệ sĩ chiến thắng nhiều lần nhất tại 1 hạng mục là TVXQ với 4 lần chiến thắng giải Popularity Awards (năm 2004, 2006, 2008 và 2009), Park Hyun Bin với 4 lần tại giải nhạc Trot (vào năm 2006, 2008, 2009 và 2010), và EXO với 4 lần liên tiếp tại giải Daesang (2013, 2014, 2015, 2016). BTS với 4 lần liên tiếp tại giải Daesang (2017, 2018, 2019, 2020)
EXO, BTS là những nghệ sĩ giành được Daesang (main prize) nhiều lần nhất (4 lần).
| Xếp hạng  | 1   | 2            | 3                 | 4      | 5        |
| --------- | --- | ------------ | ----------------- | ------ | -------- |
| Nghệ sĩ   | BTS | Super Junior | Girls' Generation | SHINee | BIG BANG |
| Tổng giải | 33  | 13           | 12                | 11     | 10       |